# Vân Đài
Vân Đài (1904-1964) tên thật là Đào Thị Nguyệt Minh là một nhà thơ Việt Nam thời tiền chiến.
Năm 1943, bà cùng các nhà thơ khác là: Hằng Phương, Anh Thơ, Mộng Tuyết cho ra đời tập thơ Hương Xuân. Đây được xem là tập thơ bằng chữ quốc ngữ đầu tiên ở Việt Nam của các tác giả nữ.

## Tiểu sử
Vân Đài sinh ngày 29 tháng 1 năm 1904 tại Hà Nội, nhưng tổ tiên quê ở xã Hà Mô, huyện Nông Cống, tỉnh Thanh Hóa, đến đời sau dời về Hà Nội.
Bà là con ông Đào Huống Mai. Khi đến trưởng thành, bà kết hôn cùng bác sĩ Huỳnh Kim Vinh quê ở Trà Vinh ra Bắc học tập, rồi bà theo chồng về Trà Vinh. Ít lâu sau, vợ chồng bà lên lập nghiệp ở Sài Gòn.
Chồng chết, bà lại trở ra Bắc, về sau tái giá với kỹ sư viễn thông Nguyễn Văn Tường.
Khi toàn quốc kháng chiến (1946), bà gia nhập bộ đội ngay từ đầu, rồi có mặt ở chiến khu Việt Bắc. Bà từng làm Hội trưởng Hội Dục anh, chăm sóc hàng trăm trẻ mồ côi...
Kết thúc cuộc chiến (1954), bà công tác ở báo Phụ nữ Việt Nam, rồi chuyển sang báo Văn học, và tham gia Ban chấp hành Hội Liên hiệp Văn học Nghệ thuật Việt Nam, Ban chấp hành Hội Nhà văn Việt Nam.
Nữ sĩ Vân Đài mất ngày 31 tháng 12 năm 1964.
Diễn viên Huỳnh Anh là chắt của bà.

## Tác phẩm
Vân Đài làm thơ khá sớm và nhiều, từng cộng tác với các báo, như: Phụ nữ tân văn, Phụ nữ thời đàm, Phong hóa, Ngày nay, Tinh hoa, Đàn bà, Xông pha, Bắc Sơn, Quân du kích...
Những tác phẩm của bà đã xuất bản, gồm có:
- Hương Xuân (tập thơ in chung với Hằng Phương, Anh Thơ và Mộng Tuyết, Nhà xuất bản Nguyễn Du, 1943).
- Về quê Mẹ (tập thơ, Nhà xuất bản Văn học, 1960)
- Những người mẹ năm tốt (diễn ca, Nhà xuất bản Phụ nữ, 1962)
- Mùa hái quả (thơ, 1964)

Ngoài ra bà còn biên soạn:
- Thanh lịch (Sách xã giao dành cho bạn gái, Nhà xuất bản: ?)
- Làm bếp giỏi (sách dạy nấu ăn, Nhà xuất bản: ?)
- Làm bánh (sách dạy nấu ăn, viết chung với bà Nguyễn Xiển (Vợ ông Nguyễn Xiển). Nhà xuất bản Phụ nữ, 1958)

Theo Việt Nam thi nhân tiền chiến (quyển trung), bà còn viết: Thằng Khạ Mú (truyện ngắn), Tôi sang Lào (bút ký), Bốn năm trên đảo Cát Bà (bút ký)

## Nhận xét
Năm 1941, nói về thơ của Vân Đài, Hoài Thanh-Hoài Chân viết trong quyển Thi nhân Việt Nam như sau:
Chọn thơ Vân Đài tôi phân vân quá. Bài nào cũng được. Không có gì sâu sắc. Vân Đài chỉ là một người chơi thơ. Nhưng lời thơ bao giờ cũng nhẹ nhàng êm ái. Ít khi tiếng Nam có vị ngọt ngào như thế. Ấy cũng vì Vân Đài chỉ ưa nói những gì rất mong manh, rất bình yên...
Năm 2004, nơi mục từ Vân Đài trong Từ điển Văn học (bộ mới), có đoạn viết, đại để như sau:
Buổi đầu, đa phần thơ Vân Đài làm theo thể Đường luật, và đều là những lời nhẹ nhàng, êm ái, nhằm diễn tả những cảm xúc rạo rực, những xôn xao e ấp trong tình cảm, trong tâm trạng của người đang yêu. Nhưng tình yêu ở đây cũng là một cái gì monh manh không bền, để lại những dư vị cay đắng. Vì thế, câu thơ của bà phần lớn mang âm hưởng cô đơn, u hoài, buồn bã (Đêm tàn, Tả cảnh, Chiều thu, Họa mười bài Khuê phụ thán của Thượng Tân Thị...)
Từ Cách mạng tháng Tám trở về sau (1954), bà nhanh chóng hòa vào cuộc sống mới, gia nhập bộ đội…nên hồn thơ của bà cũng đổi mới theo. Trong khoảng thời gian này, bà viết nhiều, cách diễn đạt giản dị, gần với đại chúng hơn (Áo trấn thủ, Hành quân, Qua Bố Hạ, Gửi người chiến sĩ Điện Biên, Giữa rừng...).
Từ năm 1954, mặc dù bận công tác ở tòa soạn báo, bà vẫn cố gắng đi sâu vào cuộc sống...nên tiếng thơ của bà lúc này trong sáng, đôn hậu và đằm thắm nhân tình (Về quê mẹ, Thóc đã về sân, Trà Vinh thương nhớ...). Đặc biệt, bà đã chú ý đến sự đổi mới của nữ giới, biểu dương vẻ đẹp tinh thần của những cô văn công, người nữ giáo viên, chị cấp dưỡng (Tiếng hát, Có những bàn tay, Trường khuya, Chị nuôi...).
Mùa hái quả (thơ, 1964) là tập thơ cuối cùng và tiêu biểu cho hơn ba mươi lao động nghệ thuật của bà. Thơ trong tập này, tình đượm nhưng ý chưa sâu. Hình tượng trong thơ gây xúc động, ngôn ngữ giản dị nhưng đôi khi hơi đơn giản.

## Thơ Vân Đài
| Ngẫu đề Chín kiếp trầm luân luỵ tự xưa Nhân gian đầy đoạ thỏa trời chưa? Ai cười thế sự, đời mưa gió Ai khóc nhân tình, buổi gió mưa. Non nước khôn đo lòng bốn bể Sắc tài thêm tủi hận ngàn xưa Lau nhau một lũ trò con tạo Cười gượng bao phen lại khóc hờ. (Tri tân, số 135 ra ngày 23 tháng 3 năm 1944) Họa mười bài Khuê phụ thán (bài 1) Xót nỗi chồng, xót nỗi con Nước mây xa cách mấy thu tròn! Người đi kẻ ở càng ngao ngán, Đất rộng trời cao mấy nước non. Giấc buớm đêm thu hồn vất vưởng, Canh gà tháng hạ dạ chon von. Tình kia cảnh đà bao nổi Khô héo mình ve lắm mỏi mòn. (Tri tân số 112, ngày 16 tháng 9 năm 1943) | Mường Luông chiều (trích) Chuông chiều ngân trong gió, Tháp núi ẩn màn sương. Lầu vua thu bóng nhỏ, Chùa bụt lạnh hơi sương. Đường hút bóng người thưa, Cây hoang bụi phủ mờ Rừng thu xơ xác lá, Suối bạc vẳng xa đưa. Tiều phu vai nặng cúi Đầu nghiêng chân bước đều Cành cao nghe ríu rít Âu yếm cảnh chim chiều ... Xóm làng yên như mộng, Lờ mờ giữa hàng tre Bốn trời hiu hắt gió, Xa xa tiếng tắc kè. (Đàn bà, số 147, ngày 17 tháng 4 năm 1942) |